# Aeletes atomarius
Aeletes atomarius är en skalbaggsart som först beskrevs av Aubé 1842.  Aeletes atomarius ingår i släktet Aeletes och familjen stumpbaggar. Enligt den svenska rödlistan är arten nära hotad i Sverige. Arten förekommer i Götaland. Artens livsmiljö är skogslandskap. Inga underarter finns listade i Catalogue of Life.